# Irkut MC-21
Die Jakowlew MC-21 (früher Irkut MC-21, oft auch MS-21 von russisch МС-21 „Магистральный самолёт 21 века“, Transkription Magistralny samoljot 21 weka, übersetzt Verkehrsflugzeug des 21. Jahrhunderts) ist ein russisches Kurz- und Mittelstreckenpassagierflugzeug. Die MS-21 geht auf das Projekt Jak-242 des im Luftfahrtkonsortium OAK aufgegangenen Herstellers Jakowlew zurück. Sie ist ein zweistrahliges Schmalrumpfflugzeug und hat je nach Auslegung eine Kapazität von 150 bis 230 Passagieren.

## Geschichte
Die Planungen begannen in den 1990er-Jahren bei Jakowlew unter dem Namen Jak-242, wurden aber wieder eingestellt. Als der russische Lufttransportmarkt sich im Vergleich zum Weltmarkt überproportional positiv zu entwickeln begann, wurde die Entwicklung nach dem Gewinn einer Ausschreibung durch Jakowlew im Jahre 2003 wieder aufgenommen. Dazu verbanden sich der Flugzeughersteller Irkut und das Entwicklungsbüro Jakowlew innerhalb von OAK. Die MC-21 sollten die alternden Tupolew Tu-204/214, Jak-42 und Tu-154 ersetzen und gegen die Airbus-A320-Familie sowie Boeing 737NG, aber auch gegen die Comac C919 antreten. Wie schon mit dem Suchoi Superjet 100, wurde auch mit dem MC-21 ein globaler Markt anvisiert, der weit über die Staaten des kommunistischen Blocks, für die die Flugzeugentwürfe aus Sowjetzeiten konzipiert waren, hinausgeht.
Ein ursprünglicher Zeitplan sah den Einsatz der Flugzeuge ab 2012 vor, Mitte 2006 wurde 2015 als Zeitpunkt der Einführung avisiert. Der Regierungsbeschluss zur Durchführung des Projekts stammt vom 17. November 2008.
Das Rollout der MC-21-300 fand im Juni 2016 statt. Rolltests wurden Anfang Mai 2017 erfolgreich absolviert. Der 30-minütige Erstflug mit Oleg Kononenko und Roman Taskajew an Bord fand am 28. Mai 2017 in Irkutsk statt. Der ursprünglich für Anfang 2017 geplante Erstflug hatte sich verzögert, weil sich bei Ermüdungstests bei 96 % „Ultimate Load“ vorzeitig Risse im CFK-Flügelkasten zeigten, der daraufhin verstärkt werden musste. Im Juni 2018 war 2019 für den Beginn der Serienproduktion angegeben worden, Ende 2018 flogen die vier Prototypen, für welche eine Zertifizierung für Russland im Jahr 2020 erwartet wurde. Von den 650 oder 800 für eine Zertifizierung benötigten Flügen waren im April 2020 etwa 130, nebst zusätzlichen Testflügen, absolviert worden. Unterschiedliche Angaben zu den bei der Zertifizierung berücksichtigten Flügen beruhten auf der Tatsache der strukturellen Unterschiede der vier Prototypen; für eine Zertifizierung können nur die Daten des definitiven Modells verwendet werden. Von den total durchgeführten 300 Flügen bis zum April 2020 entfielen 180 auf den ersten Prototyp.
Im Ausland wurde das Flugzeug zunächst als MS-21 vermarktet, dort jedoch – offenbar aufgrund der fehlenden Kenntnis, dass das kyrillische „С“ dem lateinischen „S“ entspricht – irrtümlicherweise zumeist MC-21 genannt. Seitdem vermarktet Irkut das Flugzeug weltweit als MC-21.
Russland wollte bis 2030 1000 Verkehrsflugzeuge bauen. Noch 2022 wurden auch Exporte von 150-300 MC-21 pro Jahr erwartet, 2024 erwarteten Fachleute bestenfalls Einzellieferungen.
Am 15. Dezember 2020 hob der fünfte und letzte Prototyp mit russischen Awiadwigatel PD-14 ab. Der Flug dauerte eine Stunde und 25 Minuten.

### Entwicklung

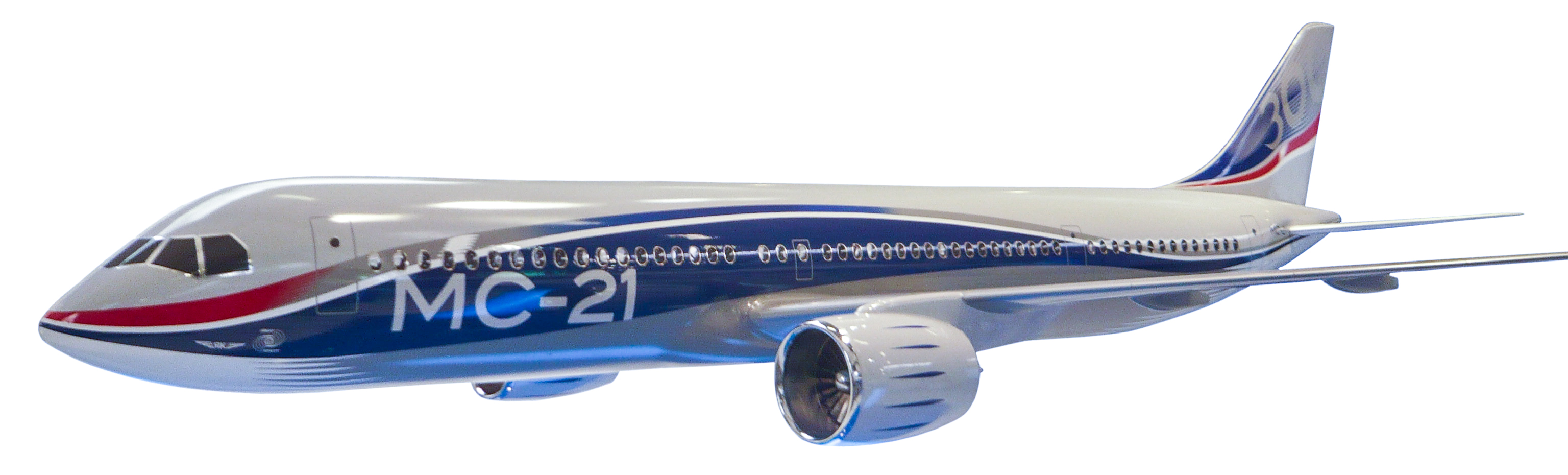
Modell der MC-21-300 auf der Pariser Luftfahrtschau 2011

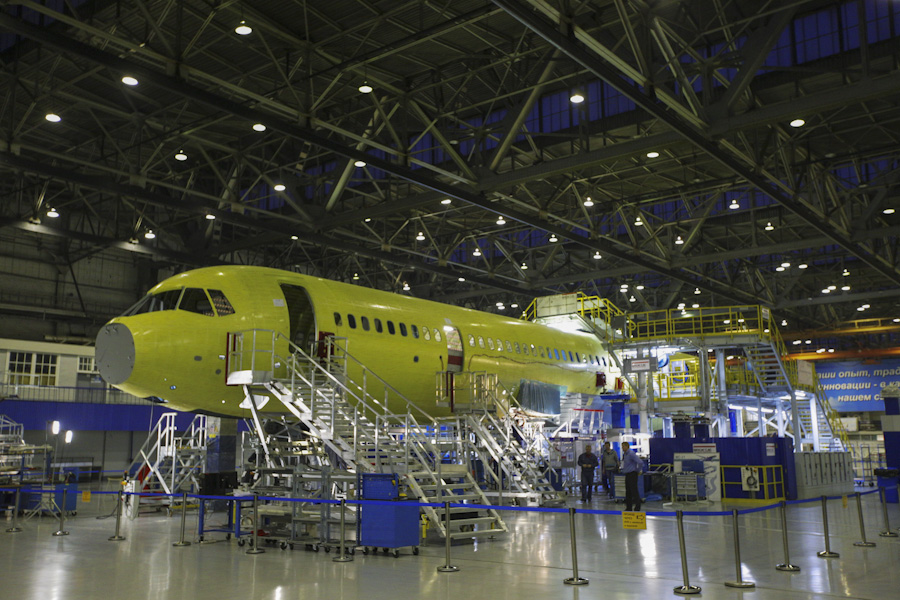
Eine MS-21 im Bau in Irkutsk

Die MS-21 soll in drei Hauptvarianten gebaut werden: Die Standardvariante bildet die MS-21-200 für rund 150 Passagiere in Einklassenkonfiguration. Die MS-21-300 sollte 181, die MS-21-400 212 Passagiere befördern. Außerdem wurde eine Langstreckenversion MS-21-200LR geplant. Die ursprünglich geplante Variante MS-21-100 mit nur 132 Sitzplätzen wurde aufgegeben, um interne Konkurrenz mit der Suchoi Superjet 100 zu vermeiden. Hier arbeitet Suchoi jetzt auch an der Variante 130. Suchoi war am Bau der Tragflächen beteiligt.
Ursprünglich sollte die MS-21 zu rund 33 % und später, durch die Einführung eines Flügelkastens aus Verbundwerkstoff und Kompositflügeln, zu 45 % aus Verbundwerkstoffen bestehen. Als russisches Triebwerk, welches vor allem für den Heimatmarkt vorgesehen ist, wurde das in Entwicklung befindliche PD-14 von Awiadwigatel ausgewählt. Dieses Triebwerk ging am 30. Oktober 2015 erstmals für Tests an einer Il-76 in die Luft. Ende 2009 gaben Irkut und Pratt & Whitney bekannt, dass als Alternative zum PD-14 eine Variante des neuen Getriebe-Triebwerks Pratt & Whitney PW1000G entwickelt und zum Einsatz kommen sollte. Insgesamt erhoffte man sich Effizienzvorteile von bis zu 25 % gegenüber Airbus- und Boeing-Modellen. Die Tragfläche wird bei AeroComposite in Uljanowsk gebaut. Als erstes kommerzielles Verkehrsflugzeug wird die MS-21 mit aktiven Sidesticks des französischen Herstellers UTAS ausgestattet. Verbundwerkstoff-Komponenten wurden von japanischen und US-Herstellern zugekauft, waren aber wegen Sanktionen nach der völkerrechtswidrigen Krimannexion durch Russland nicht mehr geliefert worden; im Januar 2019 waren noch Komponenten für sechs Flugzeuge vorhanden. Eine Zertifizierung möglicher in Russland produzierter Ersatzkomponenten würde eine Verzögerung der Serienproduktion bedeuten, während ein Ersatz durch Metallteile die Wettbewerbsvorteile auf dem Markt zunichtemachen würde. Der russische Luftfahrtkonzern OAK begann dennoch 2018 mit der Entwicklung eigener Kompositwerkstoffe und überführte zufolge im November 2021 die erste MS-21 mit Tragflächen aus Kompositwerkstoffen aus eigener Produktion zur Flugtestabteilung. Dabei handelt es sich um das erste Serienflugzeug, der Erstflug mit den neuen Tragflächen erfolgte am 25. Dezember 2021 und sollte spätestens im Sommer 2022 an die Aeroflot-Tochter Rossija ausgeliefert werden. Die russische Zertifizierung in der ursprünglichen Ausführung erfolgte Ende 2021, die Zertifizierung mit Verbundwerkstoff-Flügeln aus russischer Produktion und den russischen PD-14-Triebwerken sollte im Laufe des Jahres 2022 erfolgen. Zur Sicherung einer Versorgung mit Flugzeugen sollten wieder bis Ende 2026 bis zu 20 Tu-214 pro Jahr gebaut werden. 2023 konnte die Serienfertigung der Tragflächen aus heimischer Produktion schließlich starten, für das erste Jahr waren vier und für 2024 der Bau von sechs Tragflächen geplant.
Drei fliegende Prototypen der MS-21 wurden mit PW1400G-Triebwerken ausgerüstet. Der dritte Prototyp war 2017 in Bau und war zunächst für das neu entwickelte PD-14 vorgesehen, das Ende 2018 für Russland zertifiziert werden sollte. Dieser dritte Prototyp war 2019 fertig gestellt, seine für die Serienfertigung zertifizierte Lackierung erfolgte nach einem Überflug nach Uljanowsk. Der zweite Prototyp war für Tests im Zentralen Aerohydrodynamischen Institut in Schukowski aufgebaut worden.
Eine Zulassung des Flugzeugs mit dem russischen Triebwerk wurde nach den Verzögerungen bis Anfang 2018 erst für etwa 2021 erwartet. Nach Angaben vom Sommer 2019 befand sich zu jener Zeit der fünfte Prototyp in der Fertigstellung, welcher mit den russischen Triebwerken ausgestattet werden sollte. Die ersten zwei Triebwerke waren im April 2019 übergeben worden, dabei war die Bestellung der Triebwerke auf 27 Stück beschränkt. Im September 2023 wurden zwei Jahre dauernde Triebwerkzertifizierungstests angekündigt.
Am 17. Oktober 2017 wurde mit dem Prototyp der erste Langstreckenflug mit einer Flugzeit von über 6 Stunden absolviert. Das dritte MS-21-300-Testflugzeug MC0004 flog am 16. März 2019 zum ersten Mal. Als erstes mit einer Kabineneinrichtung versehenes Flugzeug wurde es auf der MAKS 2019 ausgestellt.
Die Covid-Maßnahmen führten zu einer weiteren Verzögerung des Programms. So war die avisierte Zertifizierung 2020 seitens der Europäischen Agentur für Flugsicherheit und deren russischem Pendant – der Föderalen Agentur für Lufttransport – nicht mehr möglich. Trotzdem sollte in Russland die Auslieferung und Indienststellung der MS-21 wie geplant 2021 stattfinden. Im Widerspruch zu früheren Aussagen von UAC würden die ersten Serienmaschinen demnach mit amerikanischen PW1400G-Triebwerken ausgeliefert werden. Am 6. November 2020 wurde der Rollout der mit dem PD-14-Triebwerk ausgerüsteten Variante MS-21-310 gefeiert. Dieses Flugzeug 73055 flog am 15. Dezember 2020 erstmals.
Nach dem russischen Überfall auf die Ukraine am 24. Februar 2022 sanktionieren die westlichen Staaten, aber auch zahlreiche andere Industrienationen wie Taiwan, Südkorea und Japan die russische Luftfahrt, wodurch Russland gezwungen ist, die westlichen Komponenten in der MS-21 zu ersetzen. Der Hersteller plante daher zunächst für 2025 eine Produktion von 36 MS-21 pro Jahr, die danach auf 72 Flugzeuge pro Jahr erhöht werden sollte.
Die Veränderungen mit Tragflächen und PD-14-Triebwerken aus russischer Produktion wurden am 7. Januar 2023 bewilligt. Alexander Neradko, Leiter von Rosawiazia, beglückwünschte seine Kollegen zum Abschluss der wichtigsten Etappe im Zusammenhang mit der Importsubstitution in der russischen Luftfahrtindustrie: „Die heute erteilte Genehmigung der wesentlichen Änderungen an der Standardkonstruktion des Flugzeugs MS-21 ist ein weiterer Erfolg der heimischen Flugzeugindustrie, einschließlich des Sieges über die Sanktionen“. Die Russifizierung der MS-21 benötigt aber mehr als russische Triebwerke und Tragflächen. Das Flugzeug wurde wegen aller Umkonstruktionen fast 6 Tonnen schwerer. Mit der vorgegebenen Nutzlast konnte es nur noch auf 7000 Meter steigen und weniger als 2000 Kilometer fliegen. Als Lösung soll der Rumpf verkürzt werden.
Am 29. April 2025 flog der Prototyp 73055 erneut. Beim Flugzeug waren „einige ausländische“ Systeme ersetzt. Alle Systeme „einschliesslich der neuen inländischen“ hätten funktioniert.

### Kosten
Die Entwicklungskosten sollten etwa 1,3 Milliarden US-Dollar betragen, hinzu kommen rund 300 bis 500 Millionen USD für die PD-14-Triebwerke. Quellen zufolge sollten die Gesamtkosten bis 2025 knapp 7 bis 8 Milliarden US-Dollar betragen.
Marktstudien von 2017 zufolge wollte man bis 2025 mindestens 300 Flugzeuge in Russland und 300 weitere im Ausland absetzen. Der Stückpreis einer MS-21-300 sollte etwa 91 Millionen US-Dollar betragen. Gemäß Experten könnte die MS-21 in Teilbereichen der Airbus-A320- und Boeing-737-Familie überlegen sein, zumal deren Urformen Jahrzehnte alt sind. Auf dem Papier weist die MS-21 eine bessere Wirtschaftlichkeit als die neuesten Versionen ihrer westlichen Konkurrenten auf. Diese Einschätzungen beruhen noch auf die ursprüngliche Form mit westlichen Komponenten. Die Preise stiegen durch die teureren russischen Triebwerke.

### Schreibweise
In kyrillischer Schrift ist die Schreibweise МС-21 (kyrill.М + kyrill.С), in lateinischer Schrift ist sowohl MC-21 (lat.M + lat.C) wie auch die eigentlich korrekte Umschrift MS-21 (lat.M + lat.S) anzutreffen.

## Versionen

### MS-21-100
Ursprünglich als kleinste Modellvariante für 132 Passagiere geplant; wegen Konkurrenz mit der 110–130 Passagiere fassenden Variante des Suchoi Superjet 100 eingestellt.

### MS-21-200
Standardmodell für bis zu 162 Passagiere. Vergleichbar mit dem Airbus A319, der Boeing 737-700 und dem Airbus A220-300.

### MS-21-300
Erste gebaute Variante, fünf Prototypen hergestellt. Für bis zu 198 Passagiere. Vergleichbar mit dem Airbus A320 und der Boeing 737-800.

### MS-21-310rus
Russifizierte Version der MS-21-300.

### MS-21-400
Verlängerter Rumpf für bis zu 230 Passagiere. Vergleichbar mit dem Airbus A321, der Boeing 737-900ER, Boeing 757-200 und der Tupolew Tu-204-100/214.

### MS-21X
Langstreckenversion als Konkurrenz zum Airbus A321neo, angedacht für nach 2030.

## Bestellungen
Im Frühsommer 2017 sollen über 280 Bestellungen für die MS-21 vorgelegen haben, davon waren 175 feste Bestellungen und 110 Optionen. Die staatliche Rüstungsholding Rostec würde 85 Flugzeuge übernehmen und davon 50 dauerhaft an Aeroflot ausleihen. Im Spätsommer 2017 gab es 205 feste Bestellungen. Zuerst soll der russische Markt beliefert werden, um Probleme wie beim Superjet zu verhindern.
| Fluggesellschaft      | Bestelldatum  | MC-21- | MC-21- | MC-21- | Optionen | gesamt | Erstauslieferung |
| Fluggesellschaft      | Bestelldatum  | 200    | 300    | 400    | Optionen | gesamt | Erstauslieferung |
| --------------------- | ------------- | ------ | ------ | ------ | -------- | ------ | ---------------- |
| Aeroflot              | 11. Dez. 2014 | 50     | 50     | 50     | 35       | 85     | - offen -        |
| Azerbaijan Airlines   | 8. Juni 2016  | 10     | 10     | 10     |          | 10     | - offen -        |
| Cairo Aviation        | 9. Sep. 2015  | 6      | 6      | 6      | 4        | 10     |                  |
| Crecom Burj Resources | 2012          |        |        |        | 50       | 050    | - offen -        |
| Ilyushin Finance Co.  | 20. Juli 2010 |        | 28     |        | 22       | 050    | - offen -        |
| Nordwind Airlines     | 21. Juli 2010 | 3      | 3      | 3      | 02       | 005    | - offen -        |
| Rostechnologii        | 17. Sep. 2010 | 50     | 50     | 50     |          | 050    | - offen -        |
| VEB Leasing           | 21. Juli 2010 |        | 15     |        | 15       | 030    | - offen -        |
| Gesamt                | Gesamt        | 162    | 162    | 162    | 128      | 290    |                  |

Die Montagelinie der MS-21 ist für 36 Einheiten pro Jahr ausgelegt. Bis 2030 wäre eine Produktion von maximal 50 realistisch.

## Technische Daten

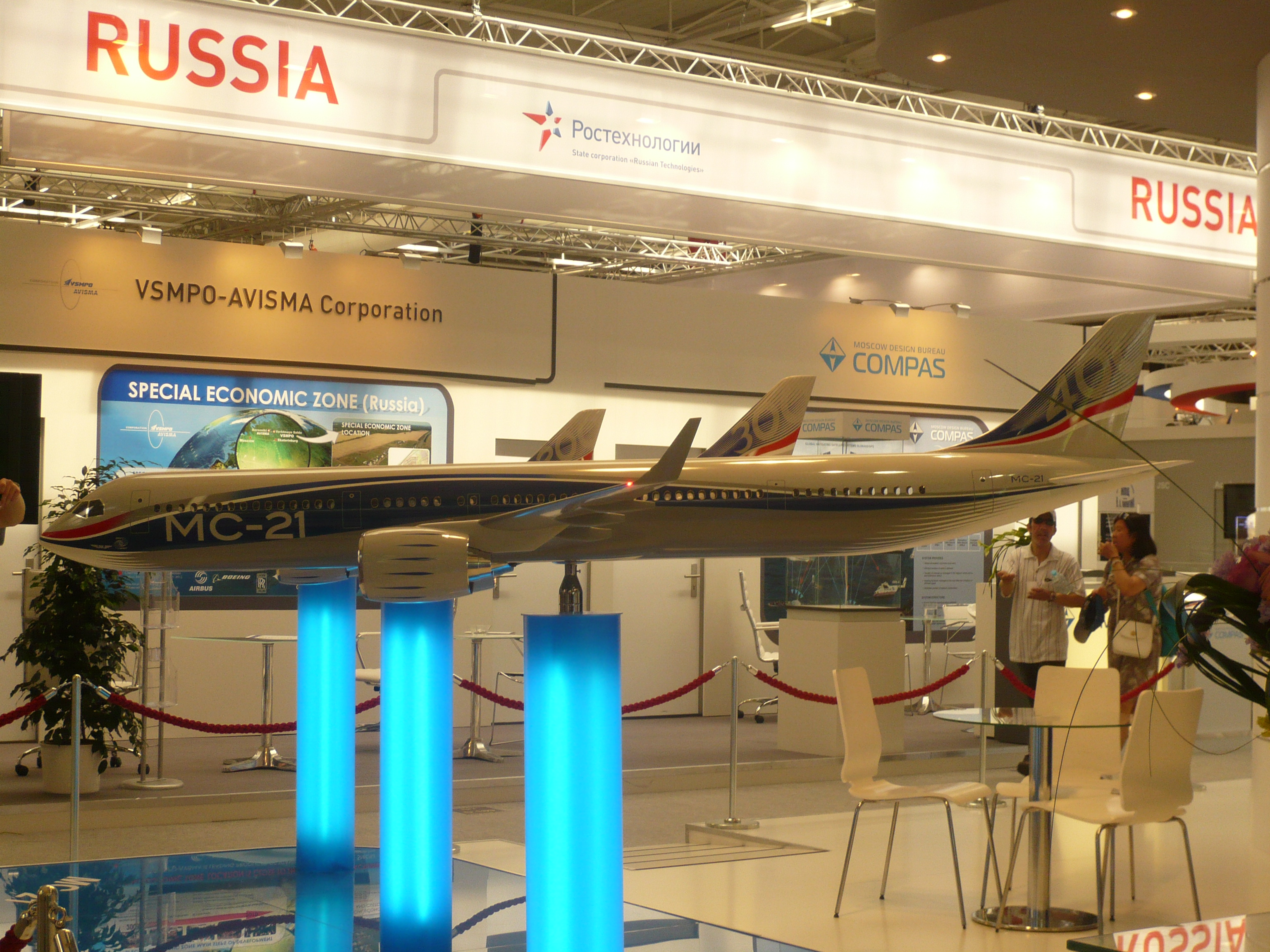
Modell der MS-21-400 auf der Pariser Luftfahrtschau 2011

| Länge                               | 35,9 m                                                    | 41,5 m                                                    | 46,7 m                                                    |          |          |          |          |          |          |
| Spannweite                          | 35,9 m                                                    | 35,9 m                                                    | 36,8 m                                                    |          |          |          |          |          |          |
| Höhe                                | 11,5 m                                                    | 11,5 m                                                    | 12,7 m                                                    |          |          |          |          |          |          |
| Rumpfdurchmesser                    | 4,06 m                                                    | 4,06 m                                                    | 4,06 m                                                    |          |          |          |          |          |          |
| Kabinenbreite                       | 3,80 m                                                    | 3,80 m                                                    | 3,80 m                                                    |          |          |          |          |          |          |
| Sitzplätze                          | 150–162                                                   | 181–198                                                   | 212–230                                                   |          |          |          |          |          |          |
| Frachtraumvolumen                   | 37,4 m³                                                   | 53,3 m³                                                   | 70,1 m³                                                   |          |          |          |          |          |          |
| max. Startmasse                     | 67.600 kg                                                 | 76.180 kg                                                 | 87.230 kg                                                 |          |          |          |          |          |          |
| Reisegeschwindigkeit                | Mach 0,80                                                 | Mach 0,80                                                 | Mach 0,80                                                 |          |          |          |          |          |          |
| Reichweite mit max. Passagieranzahl | ca. 5000 km                                               | ca. 5000 km                                               | ca. 5500 km                                               |          |          |          |          |          |          |
| Reiseflughöhe                       | 11.600 m                                                  | 11.600 m                                                  | 11.600 m                                                  | 11.600 m | 11.600 m | 11.600 m | 11.600 m | 11.600 m | 11.600 m |
| Triebwerke                          | wahlweise Awiadwigatel PD-14 oder Pratt & Whitney PW1400G | wahlweise Awiadwigatel PD-14 oder Pratt & Whitney PW1400G | wahlweise Awiadwigatel PD-14 oder Pratt & Whitney PW1400G |          |          |          |          |          |          |
| Schub                               | 122,6 kN                                                  | 137,3 kN                                                  | 153,0 kN                                                  |          |          |          |          |          |          |